# Perttu Lindgren
Perttu Lindgren (Tampere, 26 agosto 1987) è un ex hockeista su ghiaccio finlandese.

## Palmarès

### Club
- Campionato svizzero: 1

 Davos: 2014-2015